# Claudette Powell
Claudette Powell (sinh ngày 24 tháng 10 năm 1952) là một vận động viên chạy nước rút người Bahamas. Bà đã thi đấu ở nội dung 100 mét nữ tại Thế vận hội Mùa hè năm 1972.